# Pseudolebinthus africanus
Pseudolebinthus africanus är en insektsart som beskrevs av Robillard 2006. Pseudolebinthus africanus ingår i släktet Pseudolebinthus och familjen syrsor. Inga underarter finns listade i Catalogue of Life.